# Aphis chetansapa
Aphis chetansapa är en insektsart som beskrevs av Hottes och Theodore Henry Frison 1931. Aphis chetansapa ingår i släktet Aphis och familjen långrörsbladlöss. Inga underarter finns listade i Catalogue of Life.